# Mateo Paravić Randić
Mateo Paravić Randić je bio hrvatski iseljenički misionar, trgovac, uzgajivač ovaca, traper, tragač za zlatom, pomorac i brodovlasnik, armador i stručnjak za jezik tehuelche.
Za hrvatsku je zajednicu u Čileu značajan time što njegov dolazak 1864. u Čile označuje početak doba neprekidne nazočnosti Hrvata u toj državi.
Njemu u čast se danas zove rijeka u Čileu.

## Vanjske poveznice
- Studia croatica Mateo Martinic: La inmigración croata en Magallanes - Los adelantados